# Ilha de Mafia

Localização da ilha de Mafia

A ilha de Mafia é uma ilha da Tanzânia que faz parte do arquipélago de Zanzibar, no oceano Índico, frente ao delta do rio Rufiji. A ilha principal tem 394 km² de área e cerca de 40 000 habitantes mas o distrito de Mafia atinge os 424 km², pois engloba outras ilhas menores próximas das costas de Mafia, das quais algumas são habitadas, como Chole que conta com 800 habitantes. No total, a população da ilha de Mafia e ilhotas próximas atingia 40 801 habitantes no censo de 2002. A localidade principal é Kilindoni.
Mafia é uma ilha de forma alongada e orientada sudoeste-nordeste. Fica a cerca de 25 km do continente africano. Tem um aeroporto, com voos de ligação a Dar Es Salaam operados pela Auric Air and Coastal Aviation.
A maioria dos habitantes vive da pesca, e alguns da agricultura. A ilha é um local procurado para mergulho.

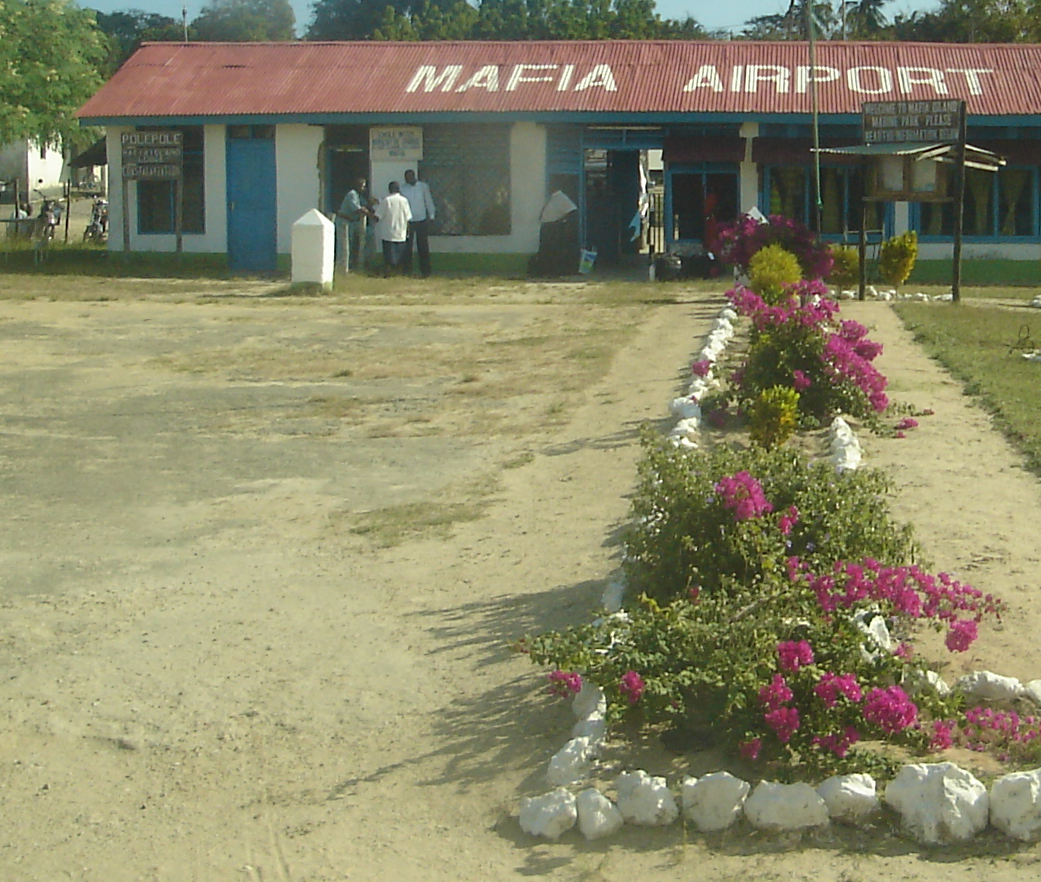
Aeroporto na ilha de Mafia, em Kilindoni

O distrito de Mafia está dividido nas seguintes 7 secções:
- Baleni
- Jibondo
- Kanga
- Kilindoni
- Kirongwe
- Kiegeani
- Mibulani